# Tridymit
Tridymit, SiO2, är en högtemperaturpolymorf av kiseldioxid och förekommer oftast som tabulära vita eller färglösa pseudohexagonala kristaller, eller skal, i håligheter i vulkaniska bergarter. Tridymit beskrevs första gången 1868 vid fyndorten i Hidalgo, Mexiko. Namnet kommer från det grekiska tridymos för triplett eftersom tridymit vanligen förekommer som tvillingkristalltrillingar.

## Struktur

Kristallstruktur av α-tridymit.

Kristallstruktur av β-tridymit.

Tridymit kan förekomma i sju kristallina former. Två av de vanligaste vid standardtryck kallas α och β. Fasen α-tridymit gynnas vid förhöjda temperaturer (> 870 ° C) och konverterar till p-kristobalit vid 1 470 °C. Tridymit brukar emellertid inte bildas från ren β-kvarts, då ett behov att lägga till spårmängder av vissa föreningar finns för att uppnå detta. I annat fall övergår β-kvarts-tridymit direkt till kristobalit vid 1 050 °C utan förekomst av tridymitfasen.
| Namn   | Symmetri    | Grupp   | T (°C)  |
| ------ | ----------- | ------- | ------- |
| HP (β) | Hexagonal   | P63/mmc | 460     |
| LHP    | Hexagonal   | P6322   | 400     |
| OC (α) | Ortorombisk | C2221   | 220     |
| OS     | Ortorombisk |         | 100–200 |
| OP     | Ortorombisk | P212121 | 155     |
| MC     | Monoklin    | Cc      | 22      |
| MX     | Monoklin    | C1      | 22      |

I tabellen står M, O, H, C, P, L och S för monoklin, ortorombisk, hexagonal, centrerad, primitiv, låg (temperatur) och supergitter. T indikerar temperaturen, vid vilken motsvarande fas är relativt stabil, även om omvandlingar mellan faserna är komplexa och provberoende, och alla dessa former kan samexistera beroende på förhållandena i omgivningen. Mineralogihandböcker hänför ofta godtyckligt tridymit till det triklina kristallsystemet, men använder hexagonalt Millerindex på grund av den pseudohexagonala kristallformen.

## Tridymit på Mars
I december 2015, meddelade teamet bakom NASA:s Mars Science Laboratory  upptäckten av stora mängder tridymit i Mariapasset på sluttningen av Aeolis Mons, populärt kallad Mount Sharp, på planeten Mars. Denna upptäckt var oväntad med tanke på hur sällsynt mineralet förekommer på Jorden och den uppenbara bristen på vulkanisk aktivitet där den upptäcktes. Vid tidpunkten för upptäckten hade ingen förklaring kunnat nås till hur det hade bildats.

### Allmänna källor
- Bra Böckers lexikon, 1980.